# Флаг Томска
Флаг городского округа «Город Томск» — опознавательно-правовой знак, в котором символически отражено географическое, природное, экономическое своеобразие города Томска Томской области Российской Федерации, составленный и употребляемый в соответствии с федеральным законодательством и правилами вексиллологии.
18 ноября 2003 года Томская городская Дума приняла решение № 503 об утверждении Положения «О гербе и флаге города Томска и порядке их использования», а 28 ноября решением № 518 внесла соответствующие изменения в статью 9 устава города.

## Описание
Геральдическое описание флага Города Томска: прямоугольное полотнище зеленого цвета с отношением ширины к длине 2:3, в центре которого вздыбленный в сторону древка конь белого цвета.